# Stefan Laudyn
Stefan Laudyn (ur. 21 lutego 1959 w Warszawie) – działacz kulturalny, współorganizator i dyrektor Warszawskiego Międzynarodowego Festiwalu Filmowego.
W 1978 rozpoczął studia na Wydziale Inżynierii Sanitarnej i Wodnej Politechniki Warszawskiej (specjalność: budownictwo wodne śródlądowe). Pracę dyplomową obronił w 1987.
W czasie studiów brał udział w organizowaniu koncertów rockowych w Warszawie, m.in. w ramach festiwalu Róbrege (1984, 1986, 1987). Od 1986 zaangażowany był w organizację kolejnych edycji Warszawskiego Tygodnia Filmowego, a następnie Warszawskiego Festiwalu Filmowego. W 1991 objął funkcję dyrektora WFF. W 1995 założył Warszawską Fundację Filmową, która przejęła organizację WFF, a następnie doprowadził do przekształcenia festiwalu w Warszawski Międzynarodowy Festiwal Filmowy. W 2024, po 33 latach nieprzerwanego pełnienia funkcji dyrektora festiwalu i na niecały miesiąc przed rozpoczęciem jubileuszowej, bo 40. edycji festiwalu, przeszedł on na emeryturę.
Był współzałożycielem Alliance of Central and Eastern European Festivals, skupiającego najważniejsze festiwale filmowe Europy Środkowo-Wschodniej. W 1990 pracował w ITI jako szef działu dystrybucji kinowej. Od 1990 do 1993 był pracownikiem Fundacji Sztuki Filmowej, w której odpowiadał m.in. za kontakty zagraniczne, a także pracował w Zakładzie Dystrybucji i Kin FSF. W latach 1992–1994 był doradcą Europejskiego Biura Dystrybucji Filmów (EFDO).
Zaangażowany jest w promocję i popularyzacji polskiej sztuki filmowej za granicą. Brał również udział jako juror w wielu festiwalach i konkursach filmowych, zasiadał także w komisjach scenariuszowych i ciałach doradczych. Od 1996 jest ekspertem Agencji Scenariuszowej, od 2000 członkiem Europejskiej Akademii Filmowej, a od 2002 zasiada w Radzie Mistrzowskiej Szkoły Reżyserii Filmowej Andrzeja Wajdy.
Przełożył dialogi kilkudziesięciu filmów fabularnych z języka angielskiego.

## Nagrody i odznaczenia
- 1994 – nagroda Przewodniczącego Komitetu Kinematografii „Laterna Magica”
- 2005 – Srebrny Medal „Zasłużony Kulturze Gloria Artis”[3]